# Valledupar
Valledupar là một khu tự quản thuộc tỉnh Cesar, Colombia. Thủ phủ của khu tự quản Valledupar đóng tại Valledupar Khu tự quản Valledupar có diện tích 4307 ki lô mét vuông. Đến thời điểm ngày 28 tháng 5 năm 2005, khu tự quản Valledupar có dân số 248525 người.